# Войтович Леонтій Вікторович
Лео́нтій Ві́кторович Войто́вич (16 травня 1951 — 7 лютого 2023) — український історик, генеалог, медієвіст. Доктор історичних наук (2001). Старший науковий співробітник відділу історії середніх віків Інституту українознавства імені Івана Крип'якевича НАН України; завідувач кафедри історії середніх віків і візантиністики Львівського національного університету імені Івана Франка. Учень Ярослава Ісаєвича. Лауреат Державної премії України в галузі науки і техніки. Іноді — Леонід Войтович.

## Біографія
Леонтій Войтович народився 16 травня 1951 року в Єманжелінську, Челябінська область, РСФСР.
1972 — закінчив механіко-машинобудівний факультет Львівського політехнічного інституту. Працював у Берегівській філії Всесоюзного інституту ремонту і експлуатації машинно-тракторного парку (на посадах від конструктора III категорії до провідного конструктора і завідувача сектором), головним механіком і головним інженером Берегівського меблевого комбінату, першим заступником голови Миколаївської районної державної адміністрації і заступником голови Миколаївської районної ради Львівської області.
Історичними дослідженнями займається від 1981 під керівництвом доктора історичних наук Ярослава Ісаєвича.
1994 — захистив кандидатську дисертацію «Удільні князівства Рюриковичів і Гедиміновичів у 12—16 століттях» (науковий керівник Ярослав Ісаєвич).
2001 — захистив докторську дисертацію «Князівські династії Східної Європи (кінець 9 — початок 16 століття): склад, суспільна і політична роль» (науковий консультант Ярослав Ісаєвич).
Від 1995 — старший науковий співробітник відділу історії середніх віків Інституту українознавства імені Івана Крип'якевича НАН України (за сумісництвом).
Сфера наукових інтересів: генеалогія правлячих династій, політична і військова історія Центрально-Східної Європи в середніх віках. Автор понад 600 праць з військової та політичної історії, в тому числі 28 монографій.

## Нагороди
- Державна премія України в галузі науки і техніки 2014 року — за роботу «Історія української культури» у п'яти томах (у дев'яти книгах) (у складі колективу)[3]
- Відзнака Президента України — ювілейна медаль «20 років незалежності України» (27 січня 2012) — за вагомі особисті заслуги у державотворчій, соціально-економічній, культурно-освітній діяльності, сумлінне і бездоганне служіння Українському народові та з нагоди Дня Соборності та Свободи України[4]
- Лауреат премії імені Михайла Грушевського Президії НАН України (2002).

## Праці

### Монографії
- Генеалогія династії Рюриковичів. — К., 1990;
- Генеалогія династій Рюриковичів і Гедиміновичів. — К., 1992;
- Удільні князівства Рюриковичів і Гедиміновичів у ХІІ-XVI ст. — Львів, 1996;
- Войтович, Л. В. Князівські династії Східної Європи (кінець IX — початок XVI ст.): склад, суспільна і політична роль. Історико-генеалогічне дослідження. Львів: Інститут українознавства ім. І. Крип'якевича, 2000.
- Войтович, Л. Нащадки Чингіз-хана: Вступ до генеалогії Чингізидів-Джучидів. Львів, 2004.
- Княжа доба на Русі: портрети еліти. — Біла Церква, 2006;
- Кордони Галицько-Волинської держави: проблеми та дискусії // Записки НТШ. — Т. 252—2006;
- Правлячі династії Європи. — Біла Церква,2008 (у співавт.).
- Формування кримськотатарського народу: вступ до етногенезу. — Біла Церква, 2009
- Історія українського козацтва. Нариси у 2 т. — Вид. 2. — Т. 1. — Київ, 2009. — 800 с. (у співавторстві)
- Medium aevum: Середні віки [Архівовано 26 січня 2017 у Wayback Machine.] / За ред. Л. Войтовича. Підручник для історичних спеціальностей ВУЗів. — Львів, 2010. — 502 с. (у співавторстві)
- Історія Візантії: Вступ до візантиністки / За ред. С. Б. Сорочана і Л. В. Войтовича. — Львів, 2011. — 880 с. (у співавторстві)
- Войтович, Л. Галицько-волинські етюди [Архівовано 9 березня 2017 у Wayback Machine.]. Біла Церква, 2011.
- Войтович, Л. Князь Лев Данилович [Архівовано 23 лютого 2020 у Wayback Machine.]. Львів, 2012.
- Войтович, Л. Лев Данилович, князь галицько-волинський (бл. 1225 ;— бл. 1301). Львів, 2014.

### Статті
- Войтович, Л. Королівство Русі: факти і міфи [Архівовано 19 жовтня 2017 у Wayback Machine.] // Дрогобицький краєзнавчий збірник. Збірник наукових праць. 2003. Вип. VII. С. 63—71.
- Войтович, Л. Де була столиця Лева Даниловича? (Джерелознавчий аспект проблеми) // До джерел. Збірник наукових праць на пошану Олега Купчинського з нагоди його 70-річчя. Т.1. Київ–Львів, 2004, С. 712—720.
- Войтович, Л. . Військове мистецтво Галицько-Волинської держави: князь Лев Данилович // Вісник Національного університету «Львівська політехніка». № 502. Держава та армія. 2004, С. 13–18.
- Войтович, Л. Штрихи до портрету князя Лева Даниловича // Україна в Центрально-Східній Європі (з найдавніших часів до XVIII ст.). Вип.5. Київ, 2005, С. 143—156.
- Войтович, Л. Реформи армії князями Данилом Романовичем та Левом Даниловичем у середині ХІІІ ст. // Вісник національного університету «Львівська політехніка». № 571. Держава та армія. Львів, 2006, С. 89–93.
- Войтович, Л. Князь Лев Данилович — полководець і політик // Confraternitas. Ювілейний збірник на пошану Ярослава Ісаєвича / Україна: культурна спадщина, національна свідомість, державність. Вип. 15. Львів, 2006—2007, С. 115—124.
- Войтович, Л. Улус Ногая і Галицько-Волинське князівство // Україна — Монголія: 800 років у контексті історії. Київ, 2008, С. 71–78.
- Войтович, Л. Прикарпаття в другій половині I тисячоліття н. н.:найдавніші князівства // Вісник Львівського університету, 2010.
- Войтович, Л. Чи був Рагнар Лодброк на руських землях? // Україна в Центрально-Східній Європі. Вип. 16. К., 2016. C. 93—107.
- Войтович, Л. Карпатські хорвати в етнополітичному розвитку Центрально-Східної Європи раннього середньовіччя. [Архівовано 14 жовтня 2020 у Wayback Machine.] // Україна в Центрально-Східній Європі (з 38 найдавніших часів до XVIII ст.). — Вип.4. — Київ, 2004. — С.105-132.
- Войтович, Л. Давнє Стільсько: помилка археологів чи нова загадка? [Архівовано 8 жовтня 2020 у Wayback Machine.] Пліснеські старожитності. Випуск 2. — Львів: Растр-7, 2017. — 304 с.